# Bramble Bay
Bramble Bay är en vik i Australien. Den ligger i kommunen Moreton Bay och delstaten Queensland, omkring 21 kilometer norr om delstatshuvudstaden Brisbane.
Genomsnittlig årsnederbörd är 1 434 millimeter. Den regnigaste månaden är januari, med i genomsnitt 283 mm nederbörd, och den torraste är oktober, med 22 mm nederbörd.